# Епархия Батерста (Канада)

Герб епархии Батерста

Епархия Батерста (лат. Dioecesis Bathurstensis in Canada) — епархия Римско-Католической церкви с центром в городе Батерст, Канада. Епархия Батерста входит в архиепархию Монктона. Кафедральным собором епархии Батерста является Собор Святейшего Сердца Иисуса в городе Батерст.

## История
8 мая 1860 года Святой Престол учредил епархию Чатема, выделив её из епархии Сент-Джона. Первоначально епархия Чатема была суффраганной епархией архиепархии Галифакса.
22 февраля 1936 года Чатема уступила часть своей территории новой архиепархии Монктона, став суффраганной епархией этой новообразованной архиепархии.
13 марта 1938 года епархия Чатема была переименована в епархию Батерста. 16 декабря 1944 года епархия Батерста уступила часть своей территории епархии Эдмундстона.

## Ординарии епархии
- епископ James Rogers (8.05.1860 — 7.08.1902);
- епископ Thomas Francis Barry (7.08.1902 — 19.01.1920);
- епископ Patrice Alexandre Chiasson (9.01.1920 — 31.01.1942);
- епископ Camille-André Le Blanc (25.07.1942 — 8.01.1969);
- епископ Edgar Godin (9.06.1969 — 6.04.1985);
- епископ Arsne Richard (15.11.1985 — 6.01.1989);
- епископ André Richard (20.05.1989 — 16.03.2002);
- епископ Valéry Vienneau (3.07.2002 — 15.06.2012) — назначен архиепископом Монктона;
- епископ Daniel Jodoin (22.01.2013 — по настоящее время).

## Известные деятели епархии
- апостольский протонотарий Жозеф-Теофиль Аллар (1842 — 1912).

## Источник
- Annuario Pontificio, Libreria Editrice Vaticana, Città del Vaticano, 2003, ISBN 88-209-7422-3